# Vladislav Majhen
Vladislav (Vlado) Majhen zvani Rafael (15. ožujka 1912., Spodnja Voličina, pokraj Lenarta - 21. veljače 1974., Ljubljana), bio je slovenski učitelj, sudionik narodnooslobodilačke borbe, djelatnik Ozne i visoki partijski funkcionar u socijalističkoj Sloveniji i Jugoslaviji.

## Djetinjstvo i mladost
Rođen je 15. ožujka 1912. u mjestu Spodnja Volična, pokraj općine Lenart, u blizini Maribora, tada u sastavu Austro - Ugarske Monarhije. U rodnom mjestu završava pučku (osnovnu) školu, gimnaziju i Učiteljsku školu završava u Ljubljani, da bi u međuratnom razdoblju, u Kraljevini Jugoslaviji radio kao seoski učitelj u mjesnim školama u naseljima Slovenskih Gorica. 

## Drugi svjetski rat
Nakon izbijanja Drugoga svjetskog rata, okupacijom Jugoslavije i podjelom Slovenije, pristupa već 1941. narodnooslobodilačkom pokretu. U ratu se bavio obavještajnom djelatnošću, da bi kasnije, 1944., postao djelatnik novoformirane Ozne. Kraj Drugoga svjetskog rata i završne operacije za oslobođenje Jugoslavije, u svibnju 1945., dočekao je na dužnosti načelnika Ozne za mariborsko područje. U svojoj iskazu za medije, Zdenko Zavadlav, bivši djelatnik Ozne, navodi kako mu je upravo, njemu tada nadređeni, Vlado Majhen izdao nalog da se izvršavaju ubojstva ratnih zarobljenika, te u svom iskazu, Zavadlav spominje grupu zarobljenih njemačkih vojnika, među kojima je bila jedna djevojka, te su svi bili odvedeni i strijeljani.   

## Karijera u socijalističkoj Jugoslaviji
Nakon završetka rata, od 1945. do 1957., radi na sigurnosnim pitanjima u resoru unutarnjih poslova, u Ozni, Udbi, na republičkoj razini NR Slovenije.  U činu rezervnog potpukovnika Udbe napušta Službu, te odlazi na dužnost narodnog poslanika u Vijeću naroda NR Slovenije, potom je biran u Saveznu narodnoj skupštinu Jugoslavije. Bio je sekretar sreskog komiteta Maribora, član CK SK Slovenije i Socijalističkog radnog naroda Slovenije (SSRN Slovenije).  
Svojim je radom i zalaganjem u visokoj politici na republičkoj i saveznoj razini dao značajan doprinos u otvaranju mariborskoga Sveučilišta, koje je osnovano, godinu dana nakon njegove smrti, 1975.godine. 
Umro je u Ljubljani, 21. ožujka 1974., u šezdeset i drugoj godini života.    